# Elecciones generales de Saba de 2007
Elecciones generales tuvieron lugar en Saba el 20 de abril de 2007. El resultado fue una victoria para el Movimiento Popular de las Islas de Barlovento, el cual obtuvo más del 70% de los votos y ganó tres de los cinco escaños en el Consejo de la Isla.

## Resultados
| Partido                                       | Votos | %    | Escaños | +/– |
| --------------------------------------------- | ----- | ---- | ------- | --- |
| Movimiento Popular de las Islas de Barlovento | 447   | 73,8 | 4       | +1  |
| Partido Laborista de Saba                     | 159   | 26,2 | 1       | +1  |
| Votos en blanco/nulos                         | 9     |      | –       | –   |
| Total                                         | 615   | 100  | 5       | 0   |
| Electores registrados/participación           |       |      | –       | –   |
| Fuente: The Daily Herald, sabatourism.com     |       |      |         |     |